# Plural roto
En lingüística, un plural roto, plural interno o plural fracto es una forma plural irregular de un sustantivo o adjetivo que se encuentra en las lenguas semíticas como el árabe y otras lenguas de la familia afroasiática como las tamazigas. Los plurales rotos se forman cambiando el patrón de consonantes y vocales dentro de la forma singular. Contrastan con los plurales sonoros o externos, formas regulares que se forman agregando un sufijo, pero también son formalmente distintos de fenómenos como el umlaut germánico, una forma de mutación vocal utilizada en formas plurales en lenguas germánicas.
Ha habido una variedad de enfoques teóricos para comprender estos procesos y diversos intentos de producir sistemas o reglas que puedan sistematizar estas formas plurales. Sin embargo, la cuestión del origen de los plurales rotos para las lenguas que los exhiben no está resuelta, aunque existen ciertas probabilidades en las distribuciones de formas plurales específicas en relación con patrones singulares específicos. Como las conversiones superan con mucho la extensión de las mutaciones causadas por la diéresis germánica (umlaut) que se evidencia como causada por sufijos de flexión, la gran multiplicidad de formas corresponde a múltiples intentos de explicación histórica que van desde propuestas de transfonologizaciones y múltiples cambios de acento hasta cambios entre los categorías de colectivos, abstractos y plurales o cambios de clases de sustantivos.

## En el árabe
Si bien el fenómeno se conoce en varios idiomas semíticos, es en el árabe donde se encuentra más frecuentemente.
La forma regular de hacer un plural para un sustantivo masculino es agregar el sufijo -ūn[a] (para el nominativo) o -īn[a] (para el acusativo y genitivo) al final. Para los sustantivos femeninos, la forma habitual es agregar el sufijo -āt . Sin embargo, no todos los plurales siguen estas sencillas reglas. Una clase de sustantivos tanto en árabe hablado como en el escrito produce plurales cambiando el patrón de las vocales dentro de la palabra, a veces también con la adición de un prefijo o sufijo. Este sistema no es completamente regular y se usa principalmente para sustantivos masculinos no-humanos; los sustantivos humanos se pueden pluralizar de forma regular o irregular.
Los plurales rotos se conocen como jam‘ taksīr (جَمْعُ تَكْسِيرٍ, literalmente 'plural de ruptura') en gramática árabe. Estos plurales constituyen uno de los aspectos más inusuales del lenguaje, dadas las reglas gramaticales y de derivación muy estrictas y muy detalladas que rigen el lenguaje fus'ha (escrito). También se pueden encontrar plurales rotos en idiomas que han tomado prestadas palabras del árabe: persa, pashto, turco, kurdo, azerí y urdu. A veces, en estos idiomas, el mismo sustantivo tiene una forma árabe plural entrecortada y un plural local. Por ejemplo, en pastún la palabra para «propósito» (مطلب) matlab se puede pluralizar en su forma árabe مطالب matālib para más formal. Se puede encontrar una equivalencia a esto en el castellano cuando se habla de latinismos como «el referéndum» o «el currículum», cuyo plural común es «los referendos» y «los currículos», aunque se puede encontrar escrito de manera más formal con el plural original en latín «los referenda» y «los curricula».
En persa, este tipo de plural se conoce por su término árabe jam'-e mokassar (جَمِع مُکَسَّر, literalmente 'plural roto'). Sin embargo, la Academia de la Lengua Persa (Farhangestan) no recomienda el uso de tales formas plurales árabes, sino el sufijo plural persa nativo -hā.
El conocimiento completo de estos plurales solo se puede obtener con una exposición prolongada al idioma árabe, aunque se pueden observar algunas reglas. Un estudio calculó la probabilidad de que el patrón de vocales en singular pudiera predecir el patrón en plural roto (o viceversa) y encontró valores que van del 20% al 100% para diferentes patrones.
Un análisis estadístico de una lista de las 3.000 palabras árabes más frecuentes muestra que 978 (el 59%) de las 1670 formas nominales más frecuentes toman un plural sonoro, mientras que las 692 restantes (41%) toman un plural roto. Otra estimación de todas las formas nominales existentes da más de 90.000 formas con un plural sonoro y solo 9.540 con uno roto. Esto se debe al número casi ilimitado de participios y nominales derivados en -ī, la mayoría de los cuales forman un plural sonoro.

### Ejemplo
Las lenguas semíticas suelen utilizar raíces triconsonantales, formando una estructura en la que se pueden insertar vocales sin afectar la raíz básica.
En los siguientes ejemplos se puede ver que la estructura «base» se encuentra en las consonantes radicales (en mayúscula), no en las vocales.
- KiTāB كِتَاب 'libro' → KuTuB كُتُب 'libros'
- KāTiB كَاتِب 'escritor' → KuTTāB كُتَّاب 'escritores'
- maKTūB مَكْتُوب 'carta' → maKāTīB مَكَاتِيب 'cartas'
- maKTaB مَكْتَب 'escritorio' → maKāTiB مَكَاتِب 'escritorios'

nota: estas cuatro palabras todos tienen una raíz común, KTB (ك ت ب)
En el idioma persa, que no es semítico, se usa por influencia del árabe:
- KiTāB کِتَاب‌ 'libro' → KiTāBhā (کِتَاب‌ْهَا) 'libros'
- KāTiB كَاتِبْ‌ 'escritor' → KāTiBhā (كَاتِبْ‌هَا 'escritores'

### Patrones en árabe
| estructura singular | estructura plural | ejemplo en singular | romanización | traducción         | forma plural | romanización | traducción                 | otros ejemplos                                 | notas                                                                                          |  |
| ------------------- | ----------------- | ------------------- | ------------ | ------------------ | ------------ | ------------ | -------------------------- | ---------------------------------------------- | ---------------------------------------------------------------------------------------------- |  |
| CiCāC               | CuCuC             | كِتَاب                | kitāb        | ‘libro’            | كُتُب          | kutub        | ‘libros’                   |                                                |                                                                                                |  |
| CaCīCah             | CuCuC             | سَفِينَة               | safīnah      | ‘barco’            | سُفُن          | sufun        | ‘barcos’                   | juzur (islas), mudun (ciudades)                |                                                                                                |  |
| CaCīC               | CuCuC             | سَبِيل                | sabīl        | ‘camino’           | سُبُل          | subul        | ‘caminos’                  | turuq (caminos)                                |                                                                                                |  |
| CaCāC               | CuCuC             | أساس                | ʾasās        | ‘cimiento’         | أُسُس‎          | ʾusus        | ‘cimientos’                |                                                |                                                                                                |  |
| CaCūC               | CuCuC             | رسول                | rasūl        | ‘mensajero’        | رُسُل‎          | rusul        | ‘mensajeros’               |                                                |                                                                                                |  |
| CuCCah              | CuCaC             | غُرْفَة                | ġurfah       | ‘habitación’       | غُرَف          | ġuraf        | ‘habitaciones’             |                                                |                                                                                                |  |
| CaCCah              | CuCaC             | شَقَّة                 | šaqqah       | ‘apartamento’      | شُقَق          | šuqaq        | ‘apartamentos’             |                                                |                                                                                                |  |
| CiCCah              | CiCaC             | قِطّة                 | qiṭṭah       | ‘gato’             | قِطَط          | qiṭaṭ        | ‘gatos’                    |                                                |                                                                                                |  |
| CiCC                | CiCaCah           | هِرّ                  | hirr         | ‘gato’             | هِرَرَة         | hirarah      | ‘gatos’                    | fiyalah (elefantes) qiradah (simios)           |                                                                                                |  |
| CaCC                | CuCūC             | قَلْب                 | qalb         | ‘corazón’          | قُلُوب         | qulūb        | ‘corazones’                | funūn (artes), buyūt (casas) judūd (abuelos)   |                                                                                                |  |
| CiCC                | CuCūC             | عِلْم                 | ʿilm         | ‘ciencia’          | عُلُوم         | ʿulūm        | ‘ciencias’                 |                                                |                                                                                                |  |
| CuCC                | CuCūC             | جُحْر                 | juḥr         | ‘agujero’          | جُحُور         | juḥūr        | ‘agujeros’                 |                                                |                                                                                                |  |
| CvCC                | CiCāC             | كَلْب                 | kalb         | ‘perro’            | كِلَاب         | kilāb        | ‘perros’                   |                                                |                                                                                                |  |
| CiCC                | CiCāC             | ظِلّ                  | ẓill         | ‘sombra’           | ظِلَال         | ẓilāl        | ‘sombras’                  |                                                |                                                                                                |  |
| CuCC                | CiCāC             | رُمْح                 | rumḥ         | ‘lanza’            | رِمَاح         | rimāḥ        | ‘lanzas’                   |                                                |                                                                                                |  |
| CaCaC               | CiCāC             | جَمَل                 | jamal        | ‘camello’          | جِمَال         | jimāl        | ‘camellos’                 |                                                |                                                                                                |  |
| CaCuC               | CiCāC             | رَجُل                 | rajul        | ‘hombre’           | رِجَال         | rijāl        | ‘hombres’                  |                                                |                                                                                                |  |
| CaCC                | ʾaCCāC            | يَوْم                 | yawm         | ‘día’              | أَيَّام         | ʾayyām       | ‘días’                     | ʾarbāb (señores) ʾajdād (abuelos)              |                                                                                                |  |
| CiCC                | ʾaCCāC            | جِنْس                 | jins         | ‘clase, tipo’      | أَجْنَاس        | ʾajnās       | ‘clases, tipos’            |                                                |                                                                                                |  |
| CuCC                | ʾaCCāC            | لغز                 | luḡz         | ‘mystery’          | أَلْغَاز‎        | ʾalḡaz       | ‘mysteries’                | ʾaʿmaq (deeps)                                 |                                                                                                |  |
| CaCaC               | ʾaCCāC            | سَبَب                 | sabab        | ‘causa’            | أَسْبَاب        | ʾasbāb       | ‘causas’                   | ʾawlād (chicos), ʾaqlām (bolígrafos)           |                                                                                                |  |
| CuCuC               | ʾaCCāC            | عمر                 | ʿumur        | ‘longevidad’       | أَعْمَار‎        | ʾaʿmār       | ‘longevidades’             | ʾarbāʿ (cuartos)                               |                                                                                                |  |
| CaCūC               | ʾaCCiCah          | عَمُود                | ʿamūd        | ‘polo’             | أَعْمِدَة        | ʾaʿmidah     | ‘polos’                    |                                                | Termina en taʾ marbuta                                                                         |  |
| CaCīC               | ʾaCCiCāʾ          | صَدِيق                | ṣadīq        | ‘amigo’            | أَصْدِقَاء       | ʾaṣdiqāʾ     | ‘amigos’                   |                                                |                                                                                                |  |
| CaCīC               | CuCaCāʾ           | سَعِيد                | saʿīd        | ‘feliz’            | سُعَدَاء        | suʿadāʾ      | ‘felices’                  | wuzarāʾ (ministros)                            | generalmente para adjetivos y sustantivos de profesión                                         |  |
| CāCiC               | CuCCāC            | كَاتِب                | kātib        | ‘escritor’         | كُتَّاب         | kuttāb       | ‘escritores’               | ṭullāb (estudiantes) sukkān (residentes)       | Geminación de la segunda raíz, generalmente para el participio activo de los verbos de forma I |  |
| CāCiC               | CaCaCah           | جاهل                | jāhil        | ‘ignorante’        | جَهَلَة‎         | jahalah      | ‘ignorantes’               |                                                |                                                                                                |  |
| CāCiC               | CuCCaC            | ساجد                | sājid        | ‘prostrado’        | سُجَّد‎          | sujjad       | ‘prostrados’, ‘prostradas’ |                                                |                                                                                                |  |
| CāCiCah             | CuCCaC            | ساجدة               | sājidah      | ‘prostrada’ (Fem.) | سُجَّد‎          | sujjad       | ‘prostrados’, ‘prostradas’ |                                                |                                                                                                |  |
| CāCiCah             | CawāCiC           | قَائِمَة               | qāʾimah      | ‘lista’            | قَوَائِم        | qawāʾim      | ‘listas’                   | bawārij (buques de guerra)                     |                                                                                                |  |
| CāCūC               | CawāCīC           | صَارُوخ               | ṣārūḫ        | ‘cohete’           | صَوَارِيخ       | ṣawārīḫ      | ‘cohetes’                  | ḥawāsīb (computadoras), ṭawāwīs (pavos reales) |                                                                                                |  |
| CiCāCah             | CaCāʾiC           | رِسَالَة               | risāla       | ‘mensaje’          | رَسَائِل        | rasāʾil      | ‘mensajes’                 | biṭāqah baṭāʾiq (cartas)                       |                                                                                                |  |
| CaCīCah             | CaCāʾiC           | جَزِيرَة               | jazīrah      | ‘isla’             | جَزَائِر        | jazāʾir      | ‘islas’                    | haqāʾib (maletas), daqāʾiq (minutos)           |                                                                                                |  |
| CaCCaC              | CaCāCiC           | دَفْتَر                | daftar       | ‘libreta’          | دَفَاتِر        | dafātir      | ‘libretas’                 |                                                | se aplica a todos los sustantivos cuatriliterales con segunda vocal corta                      |  |
| CuCCuC              | CaCāCiC           | فُنْدُق                | funduq       | ‘hotel’            | فَنَادِق        | fanādiq      | ‘hoteles’                  |                                                | se aplica a todos los sustantivos cuatriliterales con segunda vocal corta                      |  |
| maCCaC              | maCāCiC           | مَلْبَس                | malbas       | ‘atavío’           | مَلَابِس        | malābis      | ‘atavíos’                  | makātib (oficinas)                             | Subcaso del anterior, con m como primera letra                                                 |  |
| maCCiC              | maCāCiC           | مَسْجِد                | masjid       | ‘mezquita’         | مَسَاجِد        | masājid      | ‘mezquitas’                | manāzil (casas)                                | Subcaso del anterior, con m como primera letra                                                 |  |
| miCCaCah            | maCāCiC           | مِنْطَقَة               | minṭaqah     | ‘área’             | مَنَاطِق        | manāṭiq      | ‘áreas’                    |                                                |                                                                                                |  |
| CvCCv̄C              | CaCāCīC           | صَنْدُوق               | ṣandūq       | ‘caja’             | صَنَادِيق       | ṣanādīq      | ‘cajas’                    |                                                | se aplica a todos los sustantivos cuatriliterales con segunda vocal larga                      |  |
| miCCāC              | maCāCīC           | مِفْتَاح               | miftāḥ       | ‘llave’            | مَفَاتِيح       | mafātīḥ      | ‘llaves’                   |                                                | Subcaso del anterior, con m como primera letra                                                 |  |
| maCCūC              | maCāCīC           | مَكْتُوب               | maktūb       | ‘mensaje’          | مَكَاتِيب       | makātīb      | ‘mensajes’                 |                                                | Subcaso del anterior, con m como primera letra                                                 |  |

## Hebreo
En hebreo, aunque todos los plurales deben tomar los sufijos plurales masculinos (-īm ־ים) o femeninos (-ōt ־ות), las alternancias históricas de las raíces de los sustantivos segolados o grupos consonánticos entre CVCC en singular y CVCaC en plural a menudo se ha comparado con los plurales rotos en otras lenguas semíticas. Así, la forma malkī מַלְכִּי  'mi rey' en singular se opone a məlāxīm מְלָכִים 'mis reyes' en plural.
Además, hay muchos otros casos en los que los cambios fonéticos históricos han dado lugar a una alomorfia de la raíz entre formas singulares y plurales en hebreo (o entre estado absoluto y estado de construcción, o entre formas con sufijos pronominales y formas sin sufijo, etc.), aunque tales alternancias no funcionan de acuerdo con estructuras generales que se adaptan a las consonantes radicales, por lo que los lingüistas no suelen considerarlos verdaderos plurales rotos.

## Geʿez
Los plurales rotos se usaban en algunos sustantivos del antiguo ge'ez (etíope). Por ejemplo, en ˁanbässa 'león' y ˁanabəst 'leones', kokäb 'estrella' y kwakəbt 'estrellas', ganen 'demonio' y aganənt 'demonios', hagar 'región' y ˀahgur 'regiones'...etc. Algunos de estos plurales divididos todavía se usan en amhárico hoy en día, pero generalmente se los considera arcaicos.